# 福金和霧尼

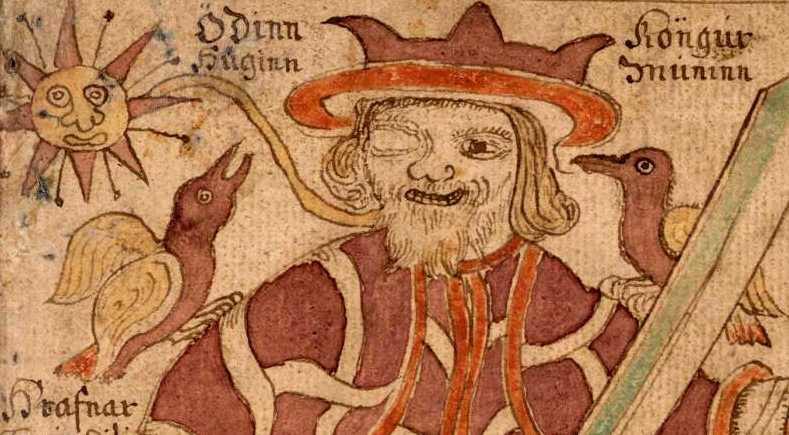
18世紀冰島手抄本中站在奧丁肩頭的福金和霧尼插畫

福金（Hugin）和霧尼（Munin），是北歐神話奧丁（Odin）養的兩隻渡鴉，福金的名字有「思想」（Thought）的意思，霧尼則是「記憶」（Memory）之意。牠們兩個每天早上一破曉就飛到人間，到了晚上再回去跟奧丁報告。牠們總是棲息於奧丁的肩頭同他竊竊耳語。也因此奧丁又被稱為「烏鴉神」。